# Solana del Galliner
|  | Per a altres significats, vegeu «Galliner (desambiguació)». |

La Solana del Galliner, respecte del terme d'Abella de la Conca

La Solana del Galliner, és una solana del terme municipal d'Abella de la Conca, a la comarca del Pallars Jussà, pertanyent a la vall de Carreu.
Està situada al vessant meridional de la Serra de Boumort, al sud-oest de la Coma del Pi i a llevant del Serrat de Moixerolers. Hi discorre un dels camins de Boumort.

## Etimologia
Es tracta d'un topònim romànic de caràcter descriptiu: és una solana que es relaciona amb un espai on hi havia gallines, sense que, ara per ara, es desconegui el fet que va motivar el topònim.